# Fenchurch Street

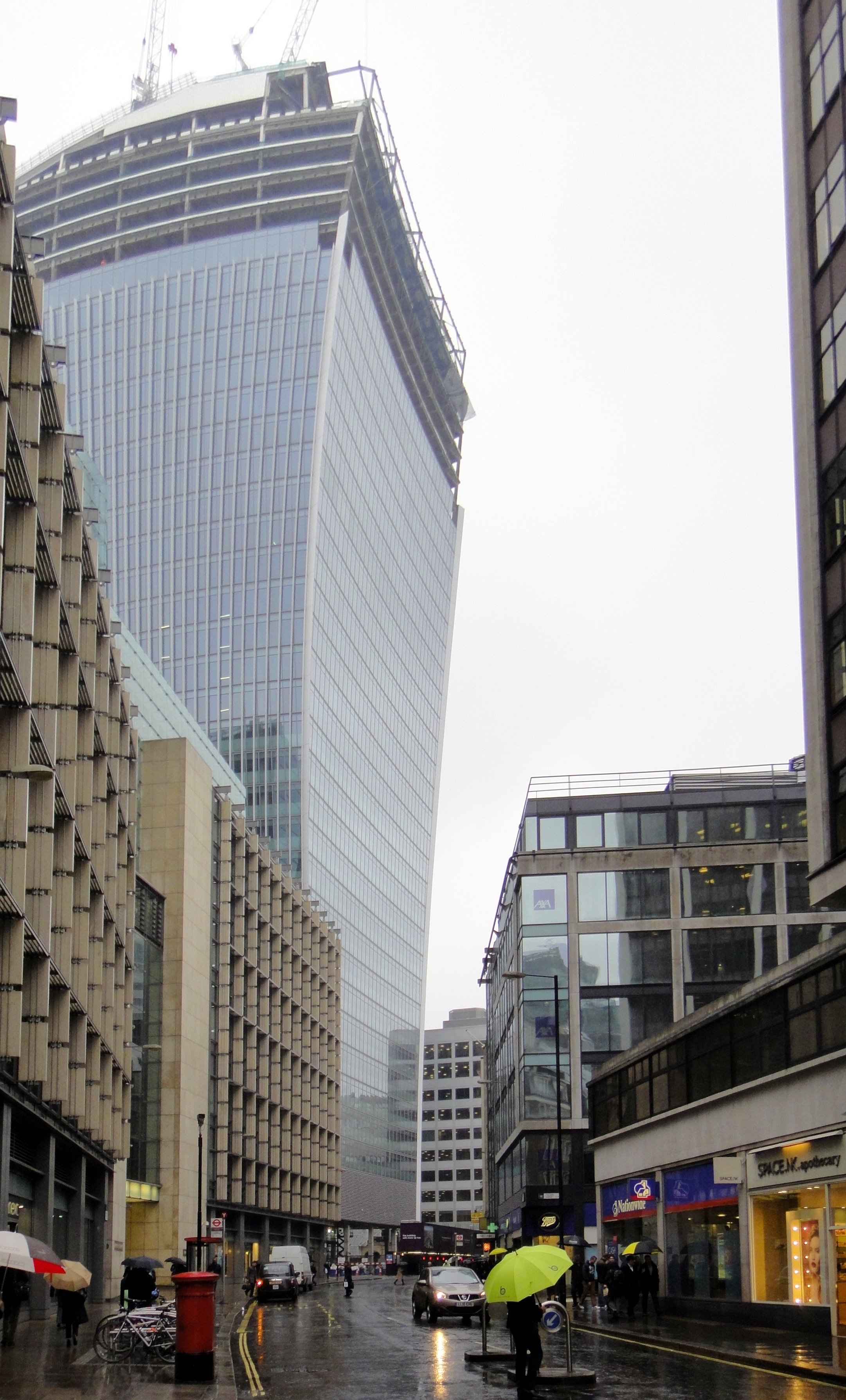
Fenchurch Street mirando hacia el oeste.

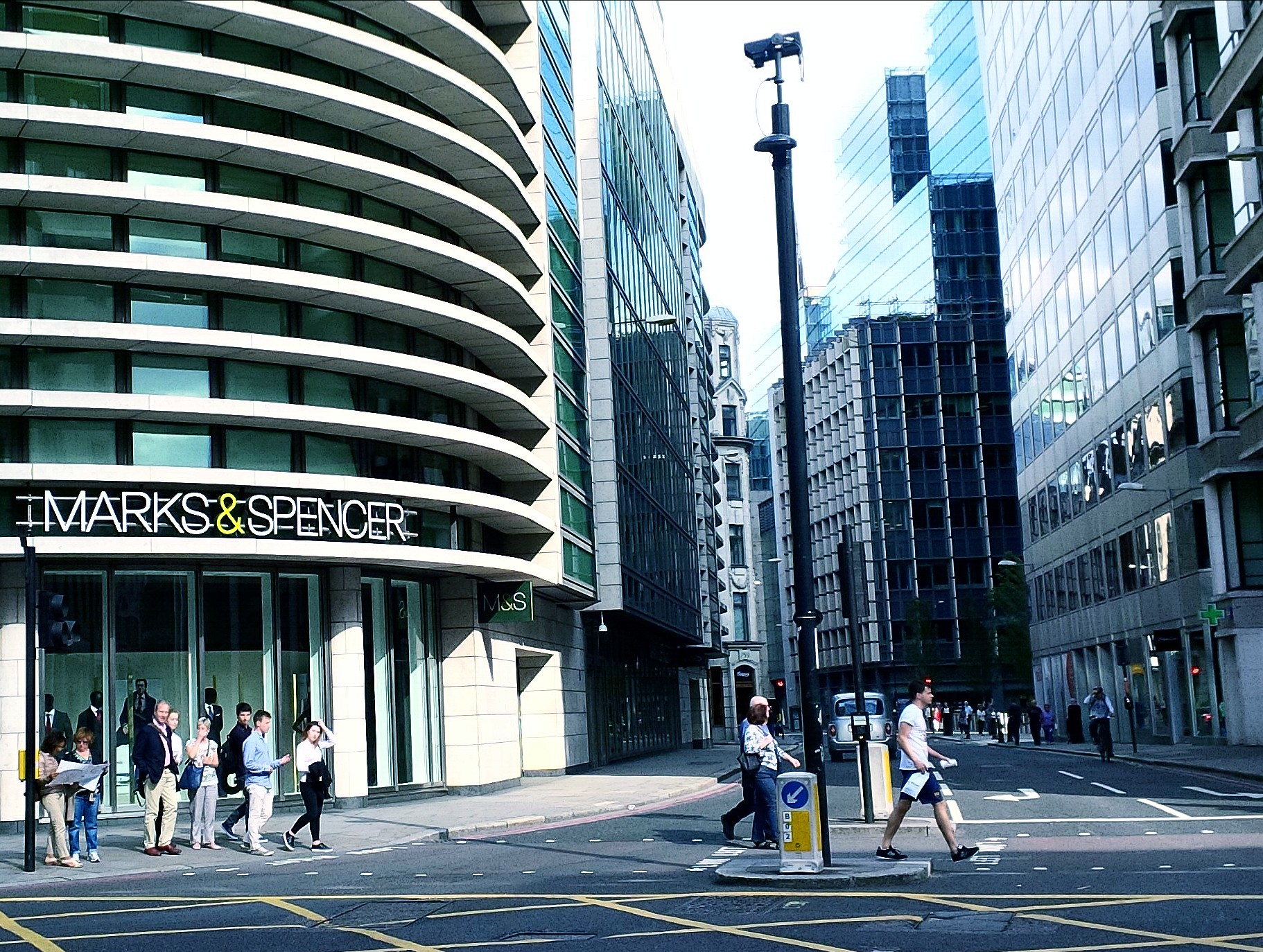
Extremo oeste de Fenchurch Street.

Fenchurch Street es una calle de la City de Londres que conecta Aldgate en el este con Lombard Street y Gracechurch Street en el oeste. Al sur de Fenchurch Street está la estación de Fenchurch Street, una estación de ferrocarriles con trenes hacia el este de Londres y Essex.

## Descripción
Fenchurch Street contiene muchas tiendas, pubs y oficinas, incluidas Plantation Place y 20 Fenchurch Street, un rascacielos de 160 m de altura completado en 2014.
En el número 71 está el Lloyd's Register, donde se publicaba antiguamente la revista anual Lloyd's Registry. La fachada de este edificio hacia Fenchurch Street fue construida en 1901 por Thomas Edward Collcutt y es un monumento clasificado de Grado II*. El edificio moderno de detrás, el Lloyd's Building, diseñado por Richard Rogers. Fue completado en 1999 y fue finalista del Premio Stirling del RIBA de 2002.
En el extremo este de la calle (intersección con Aldgate) está la Aldgate Pump, una bomba de agua histórica designada monumento clasificado de Grado II. Más al oeste, la intersección de Fenchurch Street con Lime Street contenía antiguamente la iglesia de St. Dionis Backchurch. Construida por primera vez en el siglo XIII y dedicada al patrón de Francia, fue destruida en el Gran Incendio de Londres de 1666, reconstruida por el célebre arquitecto Christopher Wren, y finalmente demolida en 1878.
Cerca de esta última, también se situaba en Fenchurch Street la iglesia de St. Gabriel Fenchurch, en el cruce con Cullum Street. Una placa azul en el exterior de Plantation Place marca el lugar donde se elevaba la iglesia antes de su destrucción en el Gran Incendio.
La parte oeste de Fenchurch Street formó parte del recorrido de la maratón de los Juegos Olímpicos de 2012. La maratón de mujeres se celebró el cinco de agosto y la de hombres el doce de este mismo mes.
Las estaciones más cercanas del metro son Aldgate (justo después del extremo este de la calle), Tower Hill (al sudeste) y Monument (al oeste); la estación de trenes de Fenchurch Street no tiene conexión directa con el metro. La ruta 40 de los London Buses atraviesa totalmente Fenchurch Street. El código postal de la calle es EC3M.